# Jaime Alguersuari Tortajada
Jaime Alguersuari Tortajada (Barcelona, 2 de abril de 1950) es un expiloto, periodista gráfico, editor y promotor español. En 1975 fundó la revista Solo Moto, que fue el embrión del grupo empresarial Alesport. Se le considera uno de los principales impulsores del motor en España, gracias a su doble vertiente de editor y promotor.

## Familia

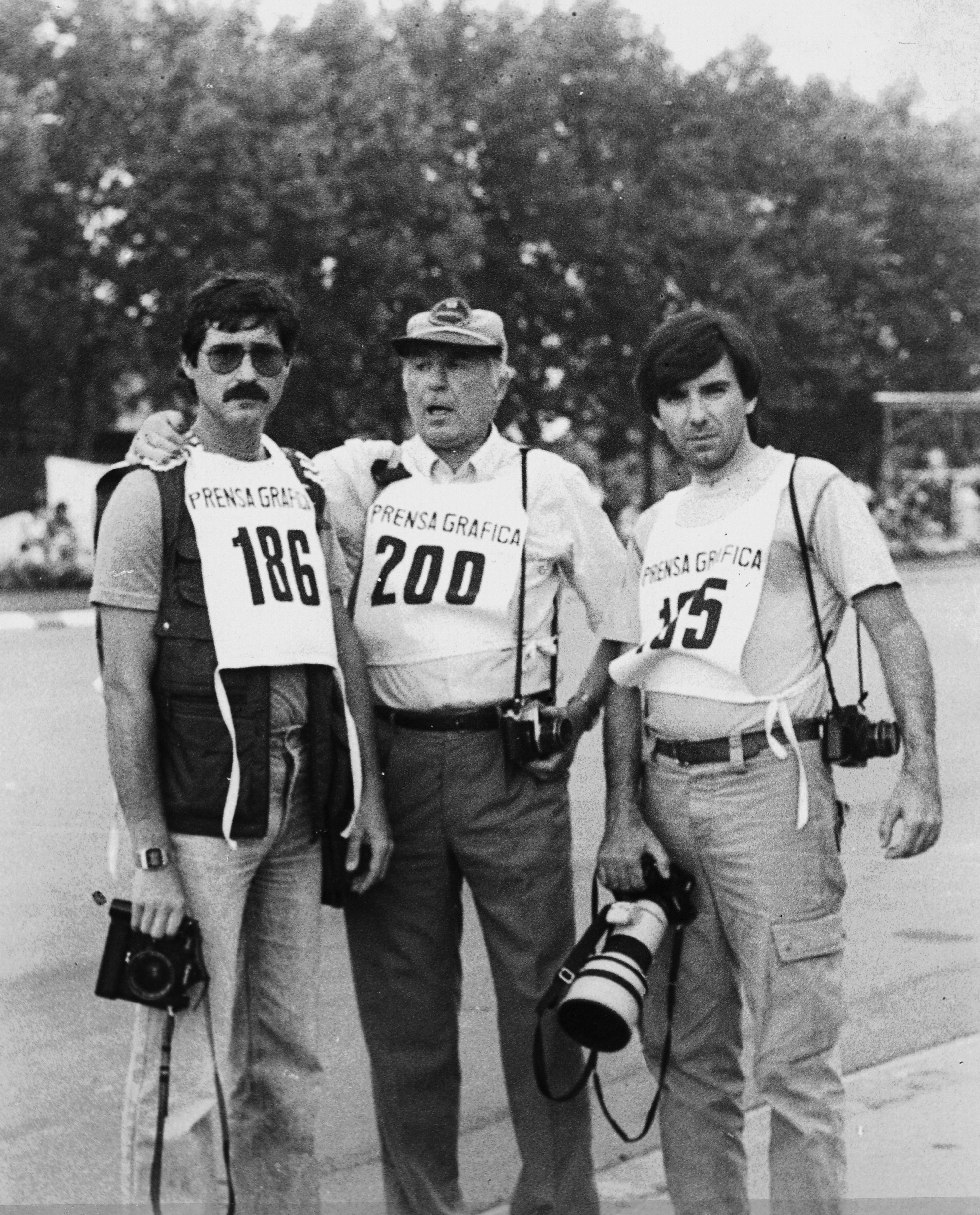
Familia de periodistas gráficos

Jaime Alguersuari es hijo de Francisco Alguersuari y Palmira Tortajada. Tiene tres hermanos, José María (cuatro años más mayor), Palmira y Neus. Junto a su padre y su hermano mayor, forma una dinastía de periodistas gráficos. En 1974 se casó con Carmen Escudero, y tienen dos hijos: Marta (1976) y Jaime (1990). Tiene dos nietos, Chloe Macarena y León, hijos de Marta, casada con Bart Denolf. En el 2009, a los 19 años, Jaime Alguersuari Escudero, su hijo, se convirtió en el piloto más joven en la historia de la F1.

## Trayectoria deportiva
Apasionado por el motociclismo, Alguersuari empezó a correr muy joven y en 1969 fue campeón . Con una Derbi oficial, fue subcampeón de España de 50 cc en 1970 y subcampeón de España con una Yamaha TZ750 (OW31), de más de 500 cc en 1970. En 1972, fue campeón de España de Resistencia de 250 cc. En 1973 fue Campeón de Europa de Resistencia formando equipo con Miguel Escobosa al manillar de una Montesa 250. Ambos se impusieron en la 36.ª edición del Bol d'Or y en las 24 Horas de Montjuïc de ese año. Con una Derbi carreras-cliente, también disputó algunas pruebas del Mundial de Velocidad de 50 cc en 1971, con un sexto puesto en Monza como mejor resultado.

## Editor y escritor
En paralelo con su trayectoria de deportista de élite, Jaime Alguersuari empezó a colaborar en medios escritos. A los 13 años ya publicó su primera colaboración en la revista decana del sector, Motociclismo, una relación que se mantendría hasta 1975, elaborando todo tipo de reportajes. Entre 1968 y 1975, cubrió el Mundial de Velocidad para diversos medios, como los periódicos barceloneses La Vanguardia y El Mundo Deportivo, y la Agencia EFE. Jaime Alguersuari es autor de dos libros: El apasionante campeonato de motociclismo (Plaza & Janés Editores) y Tu hijo puede ser un crack (Planeta, 2012). En 1975, con 25 años funda la revista Solo Moto, con la colaboración imprescindible de su hermano José María Alguersuari, reconocido fotógrafo. La revista Solo Moto nació bajo el paraguas de Garbo Editorial; cuando esta cerró, Alguersuari necesitó recursos para continuar solo, por lo que inició su faceta de promotor y creador de eventos deportivos para inyectar músculo financiero en su empresa. En 1978, Alguersuari funda la editorial Alesport, introduciéndose en el mundo de las cuatro ruedas en 1982, con Solo Auto, y luego con Solo Auto 4×4, así como otras dedicadas al ciclismo, el golf, el esquí, los camiones, etc. En su momento de mayor apogeo, Alesport editaba 19 publicaciones (semanales, mensuales y catálogos anuales).

## Promotor
Desde los inicios de su actividad empresarial, Jaime Alguersuari se volcó en la creación y promoción de eventos.

### Eventos de motociclismo

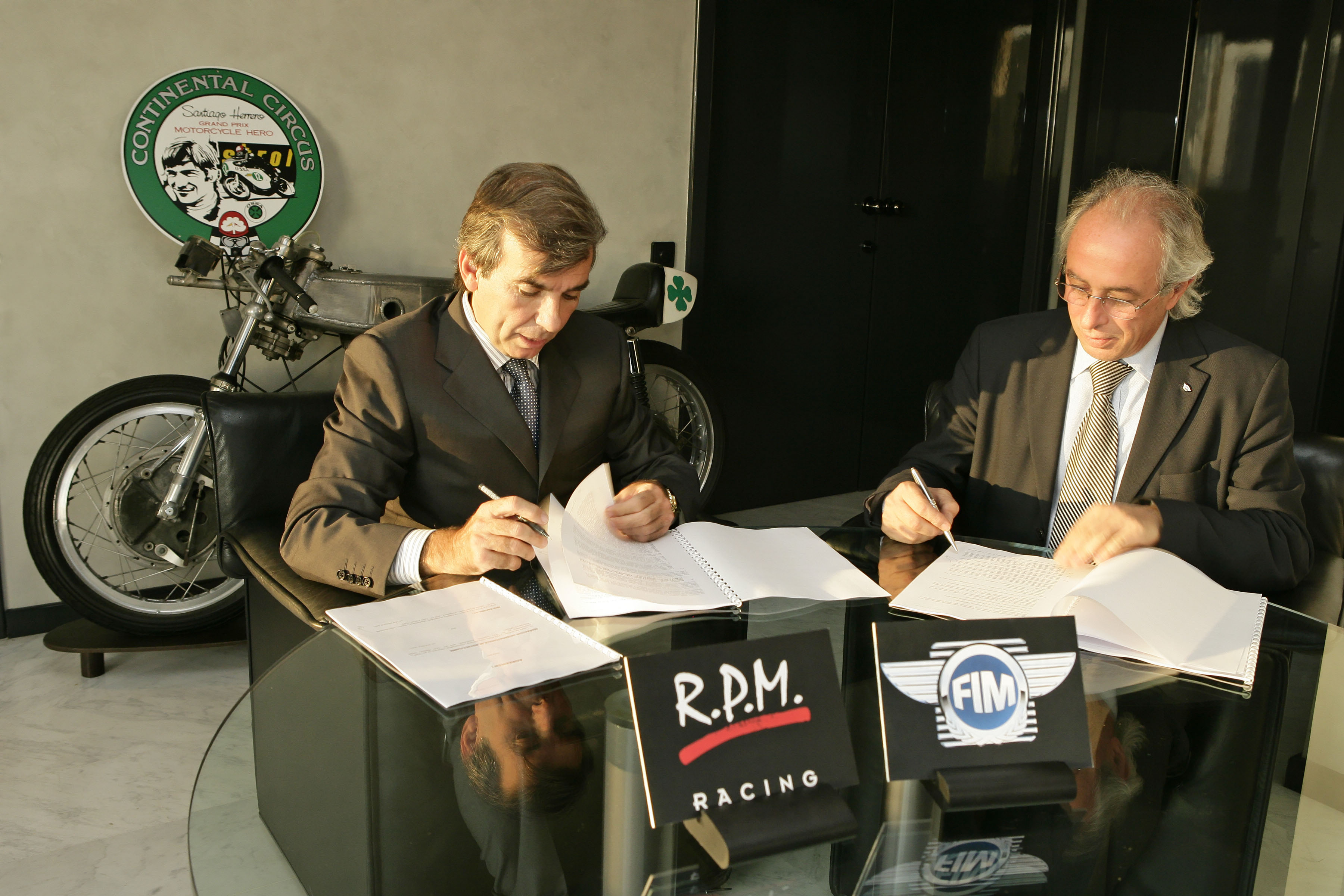
Jaime Alguersuari y Vito Ippolito

#### Trial Indoor
Jaime Alguersuari es el inventor de la especialidad deportiva del Trial Indoor. Él organizó la primera competición de este tipo de forma reglamentada y bajo techo, en 1978, en el Palau d'Esports de la calle Lleida de Barcelona. Para presenciar aquella primera edición, los espectadores simplemente tuvieron que personarse en el pabellón con una revista Solo Moto bajo el brazo. Con los años, el trial indoor se fue asentando como una especialidad por derecho propio. En 1988, Alesport empezó a diversificar este tipo de pruebas con triales indoor en Sevilla, San Sebastián, etc. El círculo se cerró cuando la Federación Internacional de Motociclismo (FIM) abrazó el trial indoor y le confirió el estatus de campeonato del mundo, en paralelo con el tradicional trial al aire libre.

#### Critérium Solo Moto
La primera muestra del afán revolucionario y rompedor de Jaime Alguersuari llegó también en 1978 con la organización del primer Critérium Solo Moto, en Calafat. Con el lema inequívoco de «Si quieres ser figura, sígueme», Alguersuari montó un campeonato de tres carreras en Calafat, La única condición era correr con motos nacionales de 250 cc monocilíndricas. El chasis era libre y el motor también, pero la base del motor tenía que ser española. De este modo, el Critérium no solo se convirtió en cantera de pilotos sino también en impulsor de la industria, y todo gracias a la influencia y la difusión de la revista Solo Moto. El Critérium fue el caldo de cultivo en el que se forjó el maestro de los chasis Antonio Cobas, y del que salieron pilotos como Sito Pons, Joan Garriga, Luis Miguel Reyes, Carlos Cardús, Àlex Crivillé, Sete Gibernau o Carlos Checa. Junto a la futura creación de la Fórmula Nissan, el Critérium, ambos eventos se consideran el ADN de los éxitos actuales del motociclismo y automovilismo de velocidad catalán y español.

#### Superprestigio Internacional Solo Moto
La evolución del Critérium fue la creación en 1979 del Superprestigio Internacional Solo Moto, celebrado también en Calafat. El planteamiento del Superprestigio era claro: reunir a los mejores pilotos en una carrera única en Calafat.

#### Dirt Track
En 1980, Alguersuari volvió a innovar con la organización del primer Dirt Track celebrado en España, en el Canódromo de la Diagonal, en Barcelona. Se impuso Toni Elias, el padre del campeón del mundo de Moto 2 del 2010 del mismo nombre. Hoy en día, el dirt track es la base del entrenamiento de los pilotos españoles que copan los mundiales de velocidad —empezando por el as de Moto GP Marc Márquez— y Alguersuari ha traído de vuelta esta especialidad a Barcelona, con la organización del Superprestigio Dirt Track en el Palau Sant Jordi. La prueba evoca la filosofía del antiguo Superprestigio de velocidad, con los mejores pilotos de los mundiales de la FIM y las estrellas norteamericanas de la especialidad, enfrentados en una prueba única.

#### 24 Horas de Montjuïc: el final del circuito
Jaime Alguersuari fue el promotor de las últimas tres ediciones de las 24 Horas de resistencia motociclista en Montjuïc, entre 1984 y 1986 junto a la Peña Motorista Barcelona, y fue la persona que puso fin unilateralmente a dicha prueba. La razón era clara: las motos ya eran demasiado rápidas para el mobiliario urbano desperdigado por la Montaña Mágica. Con el corazón en un puño, y mientras Mingo Parés perdió la vida, en un quirófano del Hospital Clínic, Alguersuari tuvo que decirle al alcalde barcelonés Pasqual Maragall que aquello era un callejón sin salida. El promotor barcelonés declinó la oferta de seguir organizando las 24 Horas de Montjuïc. La seguridad en los deportes de motor era y ha sido una prioridad para él. La organización de la carrera corría a cargo de la Peña Motorista Barcelona, pero el responsable final era Alguersuari. Como promotor, Jaime Alguersuari era quien corría el riesgo y quien pactaba con la Guardia Urbana. Joan Moreta, entonces presidente de la histórica entidad Penya Motorista Barcelona, compartió sin reservas la decisión de Alguersuari, y Montjuïc se acabó.

#### Supercross
Alguersuari también fue el introductor del supercross en España. En 1983 organizó el Supercross «Los amigos de Randy», en La Fuixarda, Montjuïc. Fue un acto solidario para recoger fondos para la viuda de Randy Muñoz, un piloto motociclista que había fallecido en un accidente de tráfico. En 1990, aquella semilla sirvió para traer el gran espectáculo del supercross al Palau Sant Jordi, con la participación de los mejores ases estadounidenses de la especialidad. La prueba se combinó con un concurso de saltos, precursor de la modalidad Freestyle.

#### Mundial de superbikes
En 1992, Alguersuari introdujo el Campeonato Mundial de Superbikes —creado en 1988— en España, con la organización del GP de Andorra en el nuevo Circuit de Catalunya.

#### Open Ducados
Tras haber organizado el Campeonato de España de Velocidad desde 1989, en 1993 Alguersuari articuló una nueva plataforma internacional para los pilotos españoles salidos del Critérium Solo Moto, una competición que contaba con 100 millones de pesetas en premios, gracias a las aportaciones de los patrocinadores.

### Eventos de automovilismo

#### Critérium Solo Auto
En 1987 Jaime Alguersuari creó la revista Solo Auto Actual, y en 1989 se celebró el primer Critérium Solo Auto de rallyes secretos sobre asfalto, una fórmula de iniciación en la que se podía correr con cualquier vehículo, desde un pequeño y picante Peugeot 205 Rallye hasta una furgoneta Renault 4. El Critérium Solo Auto se organizó conjuntamente con Penya Motorista 10 × Hora.

#### Carrera de Campeones
Decidido a replicar sus iniciativas motociclistas en el sector de las cuatro ruedas, en 1990 Alguersuari organizó la Carrera de Campeones en el Sot del Migdia de Barcelona, junto con el RACC. Se trataba de una prueba por eliminatorias creada por la subcampeona del mundo de rallyes de 1982 Michèle Mouton y su marido, Fredrik Johnson, en la que se enfrentaban todos los campeones del mundo de rallyes al volante de los vehículos más rápidos de la especialidad, tanto actuales como del añorado Grupo B.

#### Raids
En 1993, Alesport inició la vinculación con los raids africanos al hacerse cargo del paso del Rally del Atlas por España. El año siguiente, gracias al impulso de Juan Porcar, consejero delegado del grupo Alesport y primer piloto español en disputar el rally Africano, la empresa barcelonesa se convierte en el agente del Dakar en España en asociación con la empresa organizadora de la carrera, Amaury Sport Organisation (ASO), una labor que continúa hasta el día de hoy con la empresa RPM Racing.

#### World Series by Renault
En 1998 nace el Open Fortuna by Nissan de automovilismo. Los dos primeros campeones, Marc Gené y Fernando Alonso, aterrizaron en la categoría reina con el título de la Fórmula Nissan bajo el brazo. El Open Nissan democratizó el automovilismo de monoplazas y se convirtió en plataforma de acceso a la F1. El vínculo con Nissan Motor España —que suministraba los motores— se fortaleció en el 2002, cuando el campeonato pasó a denominarse World Series by Nissan. Su éxito no pasó desapercibido para la casa matriz del grupo, Renault, que en paralelo organizaba su propio campeonato promocional de monoplazas, la Fórmula Renault V6. Renault veía que las World Series by Nissan gozaban de la dimensión y el reconocimiento del que carecía su certamen. La marca francesa fue a buscar a Alguersuari para aunar el saber hacer del promotor barcelonés con la experiencia técnica de Renault Sport Technologies. El resultado fueron las World Series by Renault, creadas en el 2005. Con los medios de Renault, pronto el campeonato se convirtió en evento deportivo más importante de Europa en tránsito de espectadores, después de la los grandes premios. Todo regido por un sencillo lema: «Fast, free and fun» (‘rápido, gratuito y divertido’), porque además de un completo programa de carreras de distintos campeonatos de fórmulas y turismos, las World Series by Renault se complementan con exposiciones y exhibiciones de vehículos clásicos y de coches de F1. Además, ha sido el trampolín que ha llevado a la F1 a pilotos españoles como los ya mencionados Gené y Alonso, y también Jaime Alguersuari Escudero y Carlos Sainz Jr., el campeón del 2014. Con sus distintas identidades, el campeonato se ha disputado de forma ininterrumpida desde 1998, siempre con el premio de un test en F1 para el vencedor, y se ha consolidado como la escalera de promoción internacional más eficiente. Después de tantos años en el mundo de la moto, Alguersuari ha aplicado su receta con éxito también al mundo de los monoplazas.

### Otros eventos deportivos

#### Volta a Catalunya de ciclismo
En 1992, Alguersuari y siempre a su lado el entusiasta Juan Porcar llega a un acuerdo con la Unió Esportiva de Sants para convertirse en el promotor comercial de la histórica Volta a Cataluña.

#### Maratón de Barcelona
En el 2005, el Ajuntament de Barcelona dejó de organizar el maratón de la ciudad y fue a buscar a la empresa RPM Racing para que tomara el relevo. RPM se alió con ASO (que ya organizaba el Maratón de París) y formó una Unión Temporal de Empresas (UTE) para hacerse cargo de la organización a partir del 2006. Bajo la batuta de RPM Racing, el crecimiento del Maratón de Barcelona ha sido exponencial, desde los 4500 participantes de la edición del 2006 hasta rozar los 19 000. Además, desde 2011 RPM también organiza la eDreams Mitja Marató de Barcelona.

#### Titan Desert
RPM organiza la Titan Desert, una competición de ciclismo de montaña por etapas que se realiza en Marruecos desde 2006.

## Grupo Alesport
El holding empresarial de Jaime Alguersuari sigue siendo de capital cien por cien español. Carlos Martín es el director financiero del grupo, formado por las siguientes empresas: Editorial Alesport, editora de revistas como Solo Moto, Solo Auto 4 × 4, Solo Bici, etc., dirigida por Antonio M. Muniente; RPM Racing, dedicada a la organización de eventos y pruebas deportivas, como las World Series by Renault, el Superprestigio Dirt Track o el Trial Indoor de Barcelona, cuyo director deportivo es Jordi Castells, mientras que Sergi Pujalte ejerce de director de esta compañía en los eventos Outdoor, como el Marató de Barcelona o la Mitja Marató de Barcelona; RPM Events, empresa de servicios para marcas que organiza la Titán Desert y la Ion Four Madrid-Lisboa de mountain bike, dirigida por Félix Dot; Aventurismo Wholesaler, compañía de servicios a empresas, dirigida por Clémentine Bertrand.

### Juan Porcar, nombre propio
Juan Porcar es en la actualidad accionista y consejero delegado del Grupo Alesport, pieza fundamental del armazón del holding. Casi desde el principio, Porcar ha supuesto un pilar de apoyo imprescindible para Jaime Alguersuari. Porcar es un creador nato y el artífice necesario para desarrollar la obra de Alguersuari en el Grupo Alesport.